# Cartoon Network
Cartoon Network (viết tắt là CN) là một kênh truyền hình cáp và truyền hình vệ tinh cơ bản của Mỹ được sở hữu bởi Time Warner thông qua các công ty con của Turner Broadcasting System. Kênh phát sóng chủ yếu về chương trình dành cho trẻ em. Cartoon Network còn một công ty con là Boomerang. Tính đến tháng 2 năm 2015, Cartoon Network có sẵn cho khoảng 96.400.000 hộ gia đình truyền hình trả tiền (82,8% hộ gia đình có truyền hình) tại Hoa Kỳ.

## Lịch sử
Vào ngày 18 tháng 2 năm 1992, Turner Broadcasting System công bố kế hoạch để phát triển Cartoon Network. Ngày 1 tháng 10 năm 1992, Cartoon Network phát sóng "The Star Spangled Banner" và một đoạn video của một người đặt một thuốc nổ trong một lĩnh vực sau đó thổi nổ lên, khởi động kênh xảy ra vào ngày hôm đó và được tổ chức bởi các nhân vật hoạt hình MGM Droopy trong một sự kiện đặc biệt được gọi là Droopy's Guide to the Cartoon Network.